# Olga Mikhaïlova
Olga Mikhaïlova, née le 1er juin 1953 à Moscou, est une dramaturge, scénariste et poétesse russe.

## Biographie
Elle est née en 1953 et habite à Moscou. 
Elle écrit ses premières pièces de théâtre à la fin des années 1970, mais elle doit attendre la période de la perestroïka pour qu'elles puissent être montées sur scène. 
En France, Olga Mikhaïlova est connue grâce aux films du réalisateur Igor Minaïev Rez-de-chaussée, Loin de Sunset Boulevard et Les Clairières de lune, dont elle est la scénariste.

## Filmographie sélective

### Scénarios
- 1989 : Rez-de-chaussée
- 2006 : Loin de Sunset Boulevard
- 2009 : Les Clairières de lune

## Œuvre
- Tolstoi-Stolypine. Correspondance privée. Paris, Éditions Astrée, 2013  (ISBN 979-10-91815-06-2)
- Igor Minaïev, Olga Mikhaïlova, Madame Tchaikovski. Chronique d'une enquête, Paris, Éditions Astrée, 2014  (ISBN 979-10-91815-07-9)